# Liga Antisemita de Francia
La Liga Antisemita de Francia, que fue conocida anteriormente con el nombre de Liga Nacional Antisemita de Francia (también conocida como Liga Antisemita Francesa) era una agrupación antisemita y antimasónica francesa fundada y presidida por el periodista Édouard Drumont en 1889. Su delegado general era Jacques de Biez, y Jules Guérin fue uno de los miembros más activos. La sede estaba en París.

## Historia
La fundación de la Liga Antisemita siguió al éxito de Francia judía de Drumont, y surgió también de la crisis boulangista. Los principales órganos que apoyaron las actividades de la liga fueron: La Libre Parole (Édouard Drumont), L'Antijuif (Jules Guérin), La Cocarde (Maurice Barrès), L'Intransigeant (Henri Rochefort) y el diario católico La Croix. 
Junto a su actividad propagandística, la liga organizaba manifestaciones antisemitas, distribuyó panfletos, carteles en periodos electorales y provocó algunas algaradas. Estuvo muy implicada en la campaña boulangista, en la denuncia del escándalo de Panamá, la lucha contra Dreyfus y la lucha contra la franc-masonería de la que denunciaba las implicaciones y las supuestas conspiraciones en la política de la Tercera República Francesa. 
En 1899, tras un conflicto entre Édouard Drumont y Jules Guérin, la Liga Antisemita se transforma, por iniciativa de Guérin en el Gran Occidente de Francia (también antisemita, aunque más explícitamente antimasona ya que el nuevo nombre se escoge como reacción contra el Gran Oriente de Francia). Estuvo entonces muy unida a L'Antijuif, el diario de Guérin. De modo progresivo, la Liga desaparece tras el episodio de Fort Chabrol y la detención de Guérin.